# 陳秉彝 (成化進士)
陳秉彞（1445年—？），字一初，直隸沭陽縣人，明朝政治人物。

## 生平
應天府鄉試第四十一名舉人。成化十七年（1481年）中式辛丑科二甲第八名進士。任四川忠州直隸州（今重慶忠縣）知州。當地軍民雜處，豪強橫肆，陳秉彝將肆虐者繩之於法。歲遇災荒，陳秉彝盡力賑災，救民無數。當地有祭祀巴蔓子習俗，香燭昂貴，耗費民財，陳秉彝下令禁止，並作《禁土主廟大燭記》。後來因上京考績，病卒於途中。百姓為之塑像，并入祀名宦祠。

## 家族
曾祖陳康，江寧縣縣丞；祖父陳琬；父陳鐸，母趙氏。